# DN2F
De DN2F (Drum Național 2F of Nationale weg 2F) is een weg in Roemenië. Hij loopt van Bacău naar Vaslui. De weg is 85 kilometer lang.